# イタリア社会主義共和国
もしかして
- イタリア社会共和国

ではありませんか？